# 钢筋网片
钢筋网片，是一种在工厂焊接成型的网状钢筋制品。
其以纵向和横向钢筋分别一定的间距排列且互成直角，全部交叉点，并用强电阻压力熔焊在一起。